# Бромфилд, Дионн
Дионн Джулия Бромфилд (англ. Dionne Julia Bromfield; род. 1 февраля 1996, Тауэр-Хэмлетс, Большой Лондон) — британская соул-певица и телеведущая. Дебютный альбом Дионн, Introducing Dionne Bromfield, был выпущен в 2009 году на рекорд-лейбле Эми Уайнхаус Lioness. Впервые она привлекла внимание публики после выступления в британском телешоу «Танцы со звёздами» с Эми Уайнхаус в качестве бэк-вокалистки. Известна тем, что была одной из ведущих Friday Download. 15 июля 2021 года Бромфилд выпустила сингл «Silly Love», почти через 10 лет после смерти её крёстной матери Эми Уайнхаус.

## Биография

### 1996—2009: Ранние годы и первые музыкальные начинания
Дионн родилась 1 февраля 1996 года. Бромфилд впервые появилась на YouTube, исполняя песню Алиши Киз «If I Ain’t Got You» вместе с (её крёстной) Эми Уайнхаус.
10 октября 2009 года Бромфилд исполнила кавер-версию хит 1960-х годов «Mama Said» группы The Shirelles.

### 2009—2011:Introducing Dionne BromfieldиGood for the Soul
Её дебютный альбом, Introducing Dionne Bromfield, был выпущен 12 октября 2009 года, а первый сингл с него, «Мama Said», — 3 ноября. В альбом также вошла песня «Foolish Little Girl», а также второй сингл, «Ain’t No Mountain High Enough». Этот альбом состоит из кавер-версий песен и не содержит оригинального материала.
28 января 2011 года объявлено, что Бромфилд записала новый сингл под названием «Yeah Right», написанный в соавторстве с Эгом Уайтом и исполненный в дуэте с Дигги Симмонсом. Сингл занял 36-е место в рейтинге UK Singles Chart. Yeah Right" послужил лид-синглом к альбому Good for the Soul, который был выпущен 4 июля 2011 года и полностью состоял из оригинальных песен.
Второй сингл, «Foolin», записанный при участии Лил Туиста, был выпущен 17 июня 2011 года. Бромфилд продвигала этот альбом, появляясь на развлекательных телешоу по типу Blue Peter и Fern. С 2011 года Дионн — новое лицо джинсов Gio-Goi.
Объявлялось, что она вести шоу Friday Download на канале CBBC, премьера которого проходила с 6 мая по 5 августа. Сериал из 13 эпизодоа был посвящён таким темам, как музыка, танцы, телевидение, комедия, кино и образ жизни. Бромфилд говорила: «Я прошла прослушивание, а там было множество известных актрис. Я и не думала, что у меня есть шанс. Я уже и забыла об этом, когда моя мама пришла и сказала мне, что я теперь устроена на работе! Я сначала не поверила ей! Это так захватывающе, и я не могу дождаться, чтобы начать!»
1 июля 2011 года коллаборация Дионн Бромфилд и Тинчи Страйдера, «Spinnin' for 2012», была утверждена в качестве первой официальной песни для Летних Олимпийских игр 2012 года. Слова песни, изначально написанные и записанные Спич Дебелл, были переписаны Тинчи и Бромфилд. Песня была выпущена 23 сентября 2011 года.
20 июля 2011 года, когда Бромфилд выступала в лондонском Roundhouse с группой The Wanted, к ней на сцену присоединилась её крёстная мать, Эми Уайнхаус. Это было последнее публичное выступление Уайнхаус до её смерти 23 июля того же года в возрасте 27 лет.
23 июля, через два часа после объявления о смерти Уайнхаус, Бромфилд пела в Ponty’s Big Weekend в Понтиприте, поддерживая The Wanted. Бромфилд пела в течение 20 минут, лишь немногим меньше запланированного получасового сета, и покинула Уэльс сразу после концерта.
5 октября 2011 года, в свою первую номинацию на премию, Бромфилд была номинирована на премию MOBO Awards 2011 (Music of Black Origin) в категории «Лучший исполнитель R&B / соула», а также выступила с трибьютом Эми Уайнхаус, спев её песню «Love Is A Losing Game».
17 октября 2011 вышел ремикс песни «Ouch That Hurt», записанный при участии рэп-артистки Mz Bratt. Впоследствии он был использован в саундтреке к фильму Demons Never Die .
24—26 января 2012 года Бромфилд впервые выступила за пределами Великобритании на фестивале Summer Soul Festival в Сан-Паулу и Рио-де-Жанейро, Бразилия. Её песня «Move A Little Faster» со второго студийного альбома Good for the Soul была использована в открывающей заставке телесериала «Гавайи 5.0» в эпизоде «Lapa’au» («Healing»).

### 2012 — настоящее время:Treat Me Right
Бромфилд записала песню под названием «Black Butterfly» в честь Эми Уайнхаус.
В ноябре 2015 года поддержала герл-группу Fifth Harmony на их британских концертах — в Лондоне и в Манчестере.
В 2021 году Бромфилд снялась в документальном фильме Amy Winehouse & Me: Dionne’s Story, посвящённом десятой годовщине смерти Эми Уайнхаус. Также она выпустила сингл «Silly Love».

## Дискография
- 2009 — Introducing Dionne Bromfield
- 2011 — Good For the Soul
- TBA — Treat Me Right

## Награды и номинации
| Год  | Награда     | Категория                      | Результат | Прим. |
| ---- | ----------- | ------------------------------ | --------- | ----- |
| 2011 | MOBO Awards | Лучший исполнитель R&B / соула | Номинация | [ 3 ] |

| Год  | Награда      | Категория                                  | Результат | Прим. |
| ---- | ------------ | ------------------------------------------ | --------- | ----- |
| 2012 | BAFTA Awards | Лучшая развлекательная программа для детей | Победа    | [ 4 ] |